# Valltjärnen (Ramsjö socken, Hälsingland, 690390-148460)
Valltjärnen är en sjö i Ljusdals kommun i Hälsingland och ingår i Ljusnans huvudavrinningsområde.